# Efeito Lula

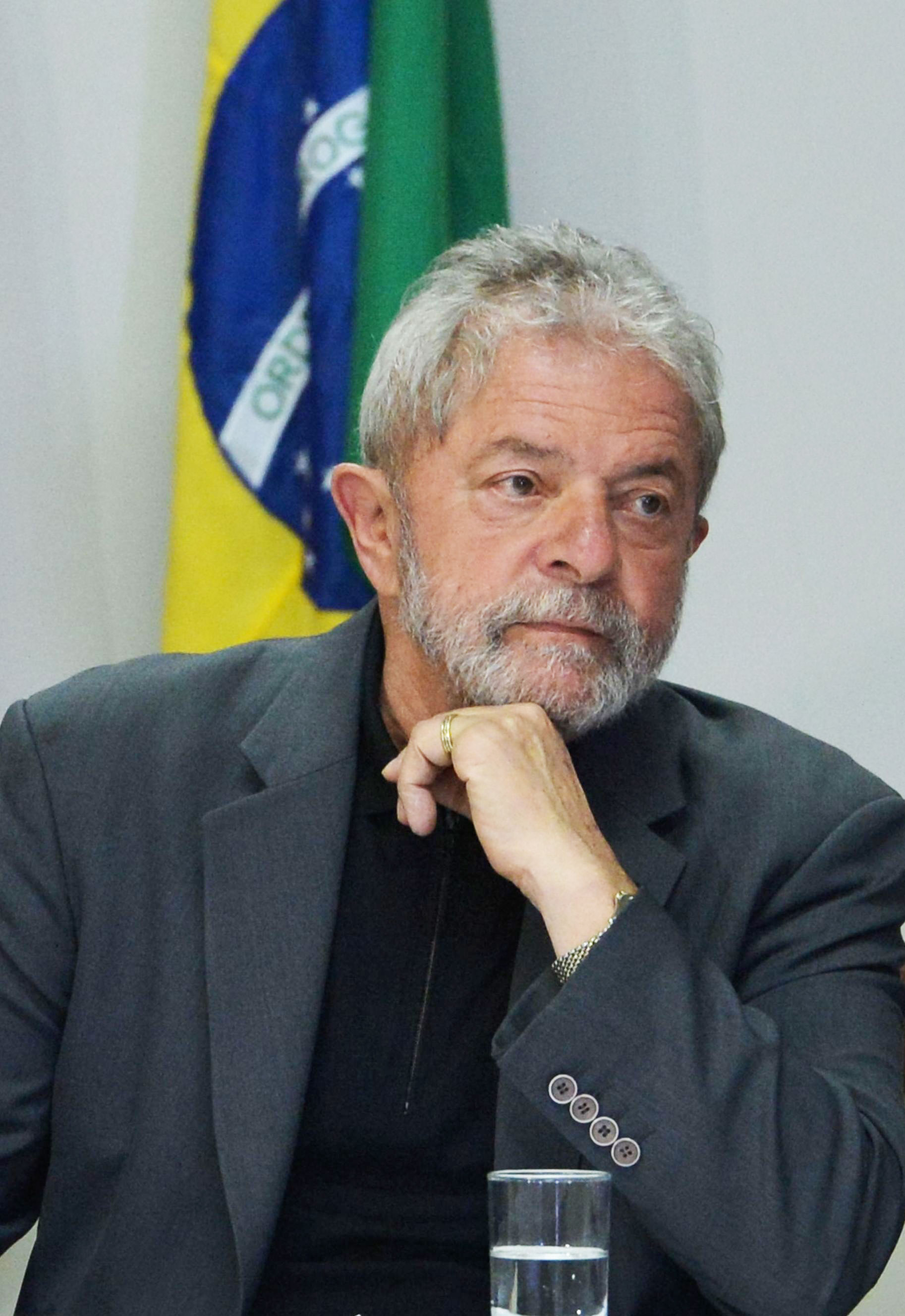
O ex-presidente do Brasil, Luiz Inácio Lula da Silva

O Efeito Lula é um fenômeno ocorrido na politica do Brasil, a partir de 2021, como reação à reabilitação política de Luiz Inácio Lula da Silva e à sua potencial candidatura nas eleições presidenciais de 2022. Essa reação se deu sobretudo no âmbito do governo Jair Bolsonaro, que demonstrou uma rápida mudança de comportamento quanto à pandemia de COVID-19, mas também teve desdobramentos em outras instâncias, como o Partido dos Trabalhadores, que viu um abrupto aumento em seu número de afiliados, e o mercado financeiro, que viu uma efêmera intensificação da disparada do dólar e de perdas nas bolsas de valores do país e sua subsequente recuperação.

## No âmbito do governo Bolsonaro

### Gestão da pandemia de COVID-19
Na sequência da reabilitação política de Luiz Inácio Lula da Silva e de seu pronunciamento no Sindicato dos Metalúrgicos no ABC, que angariou grande atenção por parte da mídia e da sociedade e na qual o ex-presidente criticou duramente a condução da pandemia de COVID-19 pelo governo Jair Bolsonaro, com destaque para sua postura negacionista e sua inação na aquisição de aplicação de vacinas, o senador Flávio Bolsonaro, filho do presidente Jair Bolsonaro, veio a público pedir a "viralização" de uma foto de seu pai com os dizeres: "a nossa arma é a vacina". No mesmo sentido, o próprio presidente, que se notabilizou pelas críticas à imposição do uso de máscaras de segurança e medidas de isolamento social, adotou comportamento contrário a essas criticas e passou a aparecer em público vestindo tais máscaras. Notadamente, na sequência do pronunciamento de Lula, Bolsonaro assinou um decreto buscando acelerar a compra de vacinas.
No mesmo sentido, intensificou-se no governo a percepção da necessidade de demitir o ministro da Saúde, o general Eduardo Pazuello, que estaria enfraquecendo a imagem do governo devido a "trapalhadas no momento mais sério da pandemia no Brasil".

## Na economia
Na esteira da reabilitação política de Luiz Inácio Lula da Silva, o mercado financeiro assistiu a uma aceleração da disparada do dólar e de perdas nas bolsas de valores do país, que já vinham ocorrendo regularmente mas foram intensificados. Contudo, nos dias seguintes, após o pronunciamento de Lula da Silva, o mercado viu o dólar se desvalorizar e ganhos nas bolsas de valores, em sintonia com o que vinha acontecendo no mercado mundial.

## Artigos acadêmicos
- Cirne De Toledo, Joaquim Elói (setembro de 2002). Risco-Brasil: O Efeito-Lula e os Efeitos-Banco Central (Tese). 22. p. 524–532. ISSN 1809-4538. doi:10.1590/0101-31572002-1362
- Migdaleski, Leonardo Moreira (2014). A quem possa interessar : o modelo de propaganda, a indústria midiática e o "efeito Lula" (Tese)
- Thiago Perez Bernardes de Moraes (2019). O Lulismo e seu reflexo eleitoral nas eleições de 2018 (PDF) (Tese)